# Репетиторство
Репети́тор (лат. repetitor — той, що повторює) — викладач, що дає приватні уроки. Може проводити як індивідуальні, так і групові заняття.

## Значення
- Викладач, який проводить додаткові — зазвичай індивідуальні — заняття, допомагаючи засвоїти необхідні знання.
- Досвідчений спеціаліст, який проводить індивідуальні чи групові заняття з акторами.
- У театрі: людина, що готує з артистами нові ролі, введення у спектаклі, проводить репетиції з солістами і членами трупи.
- Вид технічних засобів навчання, призначених для індивідуального чи групового навчання і контролю знань на основі програмованих матеріалів, комп'ютерних програм.

У кадетському і пажеському корпусах і деяких інших закритих навчальних закладах Російської імперії репетитором називався учитель, під керівництвом якого учні виконували домашні завдання.
В сучасній Україні послугами репетиторів частіше за все користуються абітурієнти під час підготовки до вступних іспитів до ВУЗів, студенти та учні шкіл для підвищення рівня володіння предметом. Широко послуги репетиторів поширені серед охочих вивчити іноземні мови. Індивідуальний підхід до учнів в даному випадку допомагає підібрати більш ефективну програму опанування мовою.

## Розповсюдження послуг репетиторів
Вагомий внесок у розповсюдження репетиторських послуг вносить Інтернет. Існує значна кількість компаній, що пропонують допомогу репетиторам із просування їх послуг у мережі: preply.com, repetitor.org.ua, buki.com.ua. На сайтах таких компаній репетитори можуть зареєструватися, створити власну анкету і розмістити інформацію про вид послуг, що надаються, свій досвід та досягнення. Великого поширення подібні послуги отримали в багатьох містах України, Росії, Польщі, США та в інших країнах.
Також інформація про послуги репетиторства часто передається з вуст в уста.
Поширенню інформації про репетиторські послуги, створенню професійних зв’язків між репетиторами, реалізації освітніх недержавних проектів також сприяють ряд громадських організацій, що працюють в даній галузі.

## Ринок репетиторських послуг в Україні
Популярність роботи репетитора збільшується великими темпами. В середньому, кожен рік попит на послуги репетиторства в інтернеті зростає на 15%.

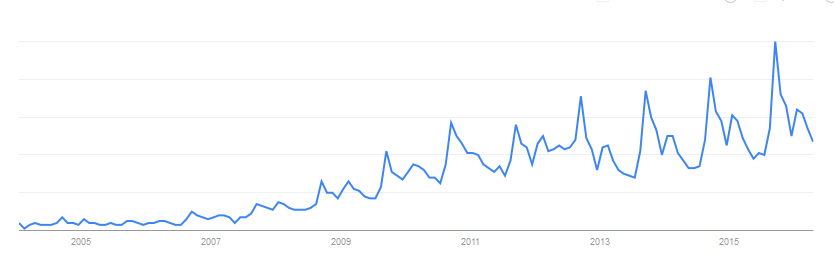
Динаміка попиту на репетиторські послуги онлайн в Україні

Аналітичний звіт МОН України говорить про те, що понад 60% випускників ходили на індивідуальні заняття до репетиторів з підготовки до здачі ЗНО у 2014 р. Незалежні експерти дотримуються набагато вищих показників - 80%. При цьому, близько 30% випускників вивчали з репетиторами предмети, тести з яких не планували складати.
У грошовому еквіваленті виходить, що кожна сім'я в середньому витрачає на послуги індивідуальних репетиторів близько 380 доларів США в рік. Тільки у 2015 році 500 000 українців вивчали іноземні мови поза школою, на що вони і витратили близько 700 млн. доларів США. При цьому 600 млн. доларів США - це саме витрати на репетиторів, а решта - це вже прибуток курсів.
Найбільш популярними предметами, які вивчають учні з репетиторами є: англійська мова (22%), математика (20%), українська мова (8%). В цілому на шкільні предмети попит найбільший - 41% учнів, що працюють з репетитором. Трохи менше вивчає іноземні мови - 37%, підготовка до школи та молодші класи - 11%, творчі напрямки - 4%, програмування 2%.